# Транспортно-відвальний міст

Транспортно-відвальний міст (рос. транспортно-отвальный мост, англ. overburden conveying bridge; нім. Abraumförderbrücke f) — самохідний аґреґат безперервної дії, яким м'які покривні породи, вийняті при відкритій розробці родовищ корисних копалин, переміщують у внутрішній відвал. Діє разом з роторним або багатоковшовим екскаватором. Продуктивність Т.-в.м. до 36 000 м3/год.

## Інтернет-ресурси
- Web site about the F60 of the Internationalen Bauausstellung Fürst-Pückler-Land
- F60 via Google Maps in Welzow